# Göran Nilsson (kommunpolitiker)
Sven Göran Nilsson, född 19 augusti 1946 i Örgryte församling i Göteborg, är en svensk kommunpolitiker i Knivsta kommun (moderat). Nilsson verkade som kommunalråd och ordförande i kommunstyrelsen mellan 2003 och valet 2014.
Göran Nilsson flyttade till Knivsta 1973 och grundade där företaget Svenska Närko AB, där han var VD mellan 1973 och 2006. Bolaget importerar och marknadsför släpvagnar till lastbilar.